# 黎托街道
黎托街道，是中华人民共和国湖南省长沙市雨花区下辖的一个乡镇级行政单位。境内曾有一椭圆形的泊地，由头圫、中圫、尾圫三部分组成，明朝初年，黎姓标业而称黎家圫，因此得名，後訛傳爲黎托。

## 行政区划
黎托街道下辖以下地区：
花桥社区筹委会、大桥社区筹委会、合丰社区筹委会、潭阳社区筹委会、粟塘社区筹委会一、平阳社区筹委会、川河社区筹委会一、黎托社区筹委会和广益社区。

## 交通
- 京广高速铁路：长沙南站